# Руснак Микола Ігорович
Мико́ла І́горович Русна́к (24 вересня 1975, с. Лощинівка (нині Бернадівка) Теребовлянського району Тернопільської області — 11 липня 2014, поблизу с. Зеленопілля Свердловського району Луганської області) — український військовик, молодший сержант, оператор 2-го протитанкового відділення протитанкового взводу 2-го механізованого батальйону 24-ї окремої механізованої бригади (Яворів).

## Життєпис
У ранньому віці Микола втратив батьків і потрапив до інтернату. Пізніше працював на Тернопільській меблевій фабриці, де зустрів Ярославу Садовську, жінку, яка замінила йому матір. Після одруження переїхав у село Верхівці Гусятинського району.

Загинув 11 липня 2014. З 4.30 ранку терористи обстріляли реактивною установкою «Град» блокпост у районі Зеленопілля Луганської області зі сторони державного кордону. 
Залишились дружина та двоє дітей: донька 8 місяців і син 12 років.

## Відзнаки
- за особисту мужність і героїзм, виявлені у захисті державного суверенітету та територіальної цілісності України посмертно нагороджений орденом «За мужність» ІІІ ступеня[3]. Відзнаку вручив голова Тернопільської ОДА Степан Барна 8 травня 2015 року під час поминальних заходів біля статуї «Материнський поклик» у Старому Парку м. Тернополя.[4]
- почесний громадянин Тернопільської області (21 грудня 2022, посмертно)[5].

## Вшанування пам'яті
31 липня — 1 серпня — за Миколою Руснаком на Тернопільщині оголосили траур.
8 червня 2015 року в Гримайлівській санаторній загальноосвітній школі-інтернаті І-ІІІ ступенів відбувся мітинг-реквієм, присвячений відкриттю меморіальної дошки на честь випускника школи Миколи Руснака.
1 вересня 2020 року у селі Клювинці побратим загиблого Дмитро Мерзлікін відвів до першого класу доньку Миколи Руснака - Софію.